# Vrouwekerk (Thür)
De Vrouwekerk  (Duits: Fraukirch) is een bedevaartkerk ongeveer 3 kilometer zuidoostelijk van Thür in de Landkreis Mayen-Koblenz (Rijnland-Palts). De kleine kerk staat samen met een hoeve op een iets verhoogd terrein boven de uitgestrekte korenvelden van de omgeving. Vroeger kwamen de pelgrims van heinde en verre het hele jaar door naar de Vrouwekerk, tegenwoordig trekken met Pasen vanuit de omliggende gemeenten de processies naar de kerk. De Vrouwekerk is een van de oudste kerken in de Eifel en kan terugkijken op een geschiedenis van meer dan 1200 jaar oud. Van de eeuwenlange bedevaarttraditie getuigt ook nog de votiefkapel uit het jaar 1605 ten westen van de kerk.

## Geschiedenis

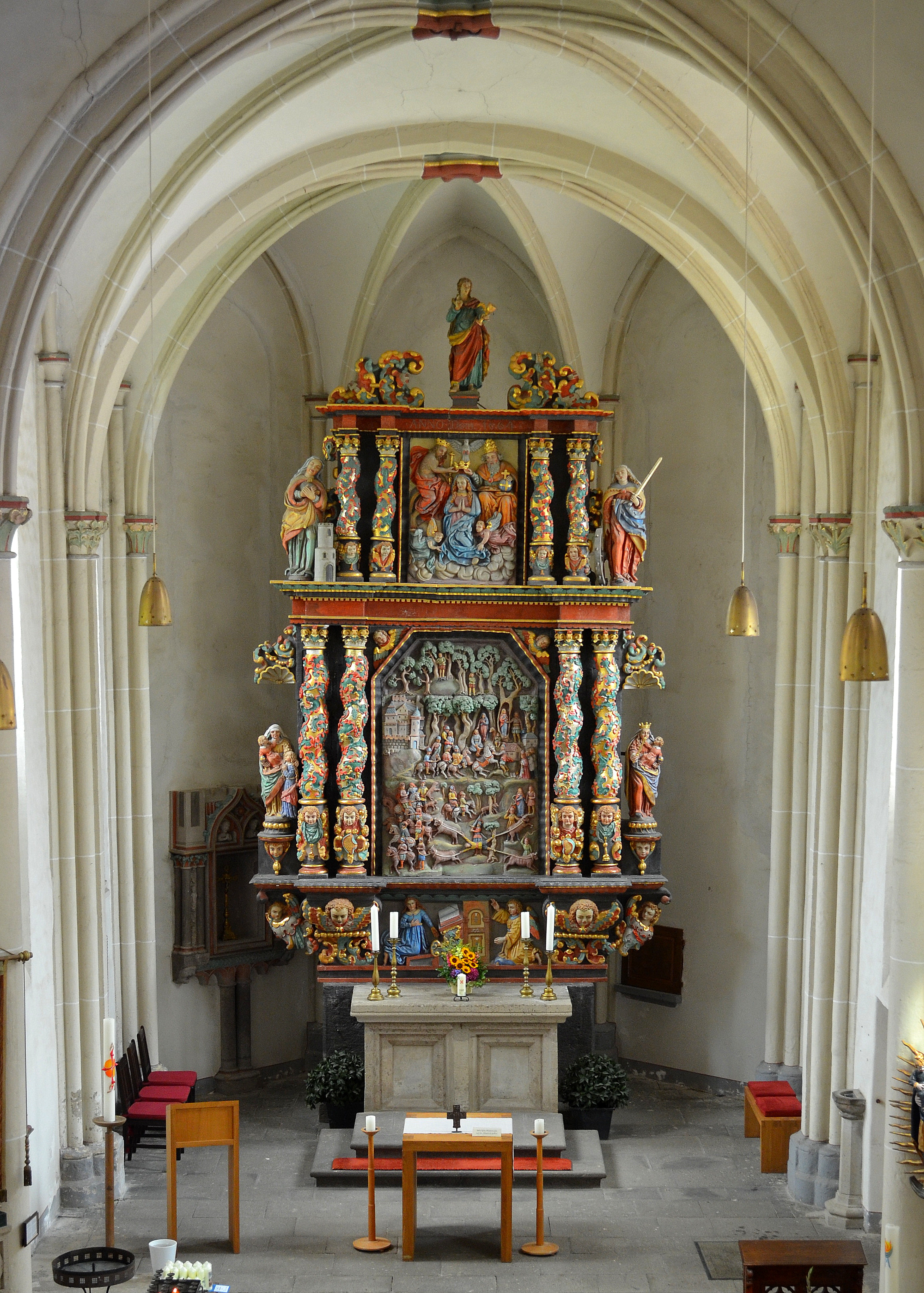
Hoofdaltaar

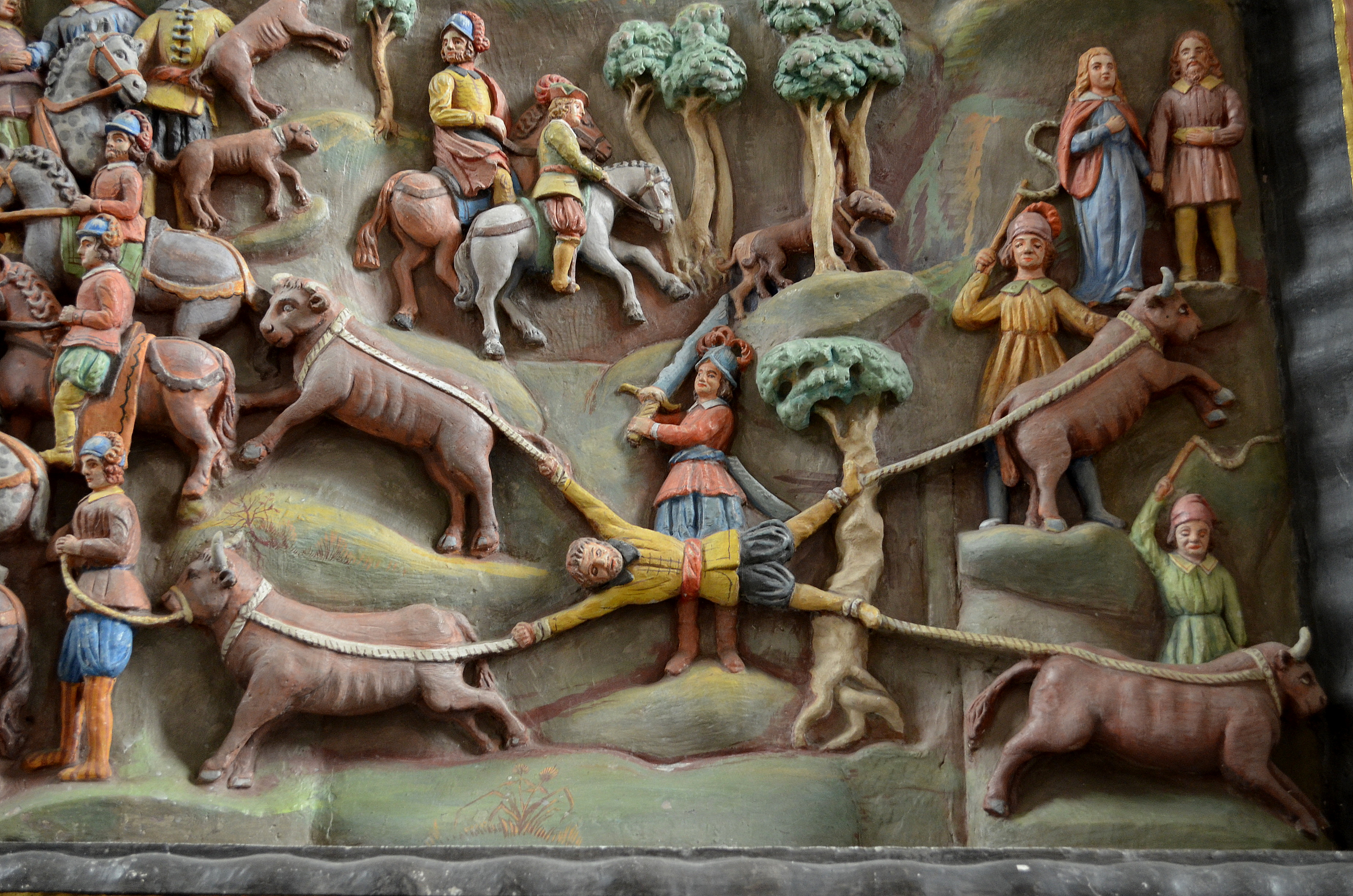
Detail hoofdaltaar: het vierendelen van de ontrouwe hofmaarschalk Golo

Volgens bouwkundig onderzoek in de jaren 1909-1911 en opgravingen in 1951 staat de huidige kerk op de fundamenten van een Frankisch zaalkerk uit de 8e eeuw. In het begin van de 13e eeuw werd de oorspronkelijke kerk door een drieschepige nieuwbouw vervangen. Na de afbraak van de beide zijschepen in 1829 zijn van deze bouw het laatromaanse middenschip en het vroeggotische koor bewaard gebleven.
De kerk wordt voor het eerst genoemd in 1279 als Vrouwenkirchlin genoemd. Het was als eigenkerk van de bisschop van Trier het religieuze centrum van de Pellenz. Hier werden documenten en akten opgesteld en verdragen gesloten. Vanaf de middeleeuwen werd de kerk een bedevaartkerk. Met een aflaatprivilege garandeerde men de pelgrims een volle aflaat. Tot in de 18e was de kerk ook de locatie waar het gerecht voor de veertien dorpen in de Pellenz zetelde.
In 1764 droeg de aartsbisschop van Trier het kerkgebouw over aan de abdij Maria Laach. Tijdens de secularisatie werd de kerk als onteigend kloosterbezit verkocht. Het bleef in particulier bezit, totdat in 1906 het kerkgebouw werd geschonken aan de rooms-katholieke Sint-Johannesparochie van Thür.
De Förderverein Marienbruderschaft Fraukirch heeft zich als taak gesteld om het gebouw te onderhouden. 

## Interieur
Blikvanger in de kerk is het bijzondere hoogaltaar uit 1664. De romaanse altaartafel dateert nog uit de bouwperiode van het koor. Boven de sokkel is een voorstelling van de Annunciatie te zien. Het middenveld van het altaar geeft de gebeurtenissen in de sage van de heilige Genoveva weer. Het altaar sluit naar boven met een scène van de kroning van Maria af. Links hiervan staat het beeld van de heilige Catharina, rechts de heilige Barbara.
Achter in de kerk staat een nisschrijn, het zogenaamde Golokruis. Oorspronkelijk stond de schrijn aan de weg naar de Vrouwekerk tussen Thür en Mendig. Naast het jaartal 1472 en de naam Clais Beligen is in minuskelschrift rond de zuil van de schrijn de antifoon Wees gegroet, koningin in steen gehouwen.
Doel van de bedevaart is het genadebeeld, een piëta waarvan het origineel in 1601 vanuit de kerk naar klooster Ebernach bij Cochem verhuisde. In ruil kreeg de Vrouwekerk van het klooster Ebernach een madonna in een stralenkrans.

## Sage van Genoveva
Volgens een regionale sage bouwde paltsgraaf Siegfried van Mayen de kerk uit dank aan Maria voor de redding van zijn vrouw Genoveva. De legende van de heilige Genoveva vertelt het verhaal van de paltsgraaf Siegfried, zijn trouwe echtgenote Genoveva en de ontrouwe hofmaarschalk Golo. Tijdens  de afwezigheid van de paltsgraaf die op kruistocht tegen de Saracenen was, probeerde Golo de zwangere vrouw van de paltsgraaf te verleiden. Genoveva weerstond de verleiding, maar uit afgunst werd zij door Golo bij terugkomst van de paltsgraaf valselijk beschuldigd van ontrouw. Genoveva werd samen met haar reeds geboren zoon ter dood veroordeeld. Uit medelijden voerde de beul de executie echter niet uit en liet hen ontsnappen. Voortaan woonde Genoveva met haar zoon verborgen, diep in het bos in een grot, waar zij zich dankzij de bemiddeling van de Heilige Maagd met de melk van een hert in leven konden houden. Zes jaar later achtervolgde Siegfried tijdens de jacht het hert en kwam zo bij de grot terecht waar Genoveva en haar zoon vzich verborgen hielden. Siegfried hoorde het werkelijk verhaal van zijn vrouw aan en herstelde haar in eer. De hofmaarschalk Golo werd ter dood veroordeeld en door vier ossen gevierendeeld. Op de plaats waar Siegfried zijn vrouw en zoon weer vond liet hij de kerk bouwen.

## Afbeeldingen

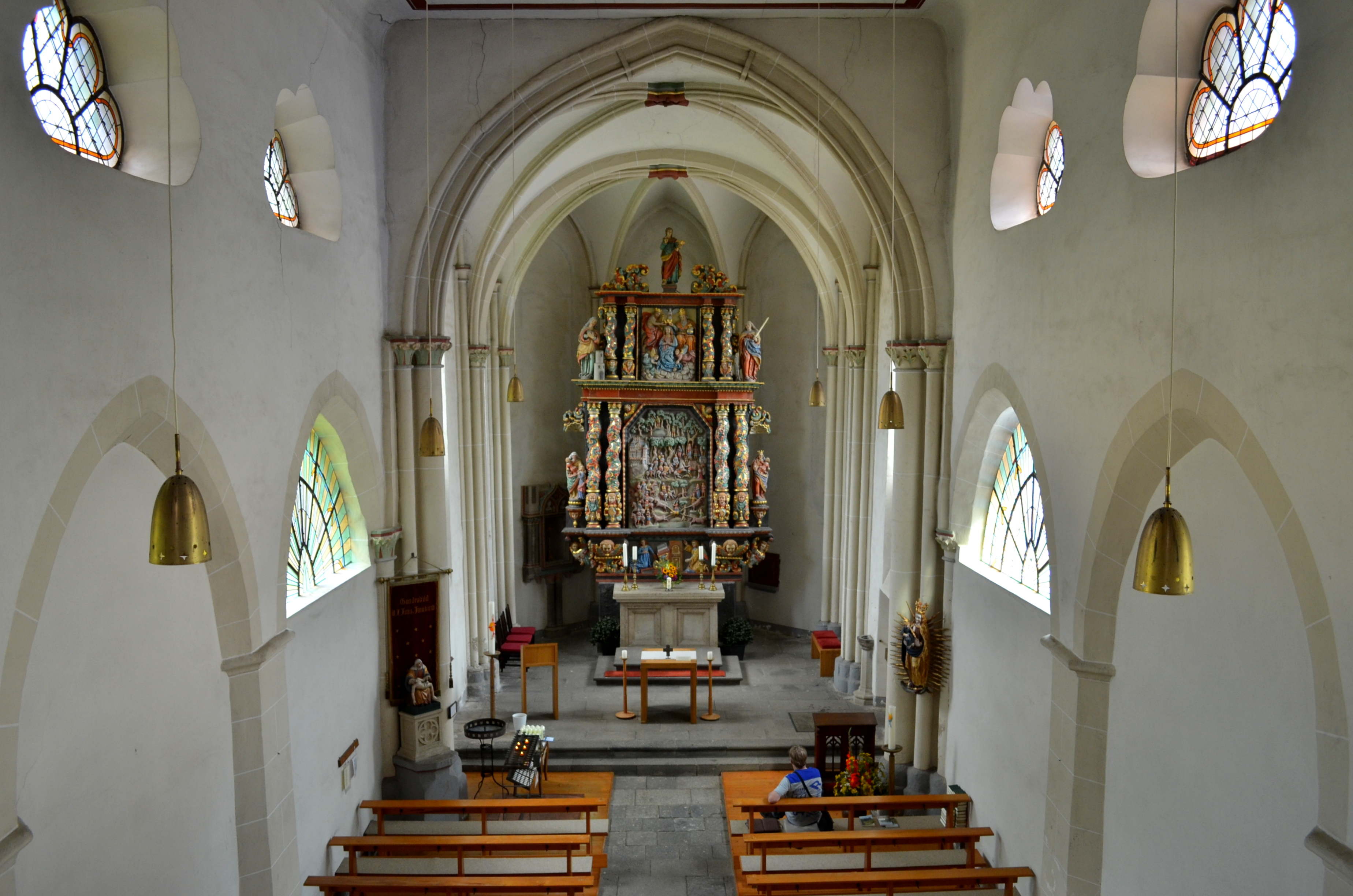
Overzicht interieur
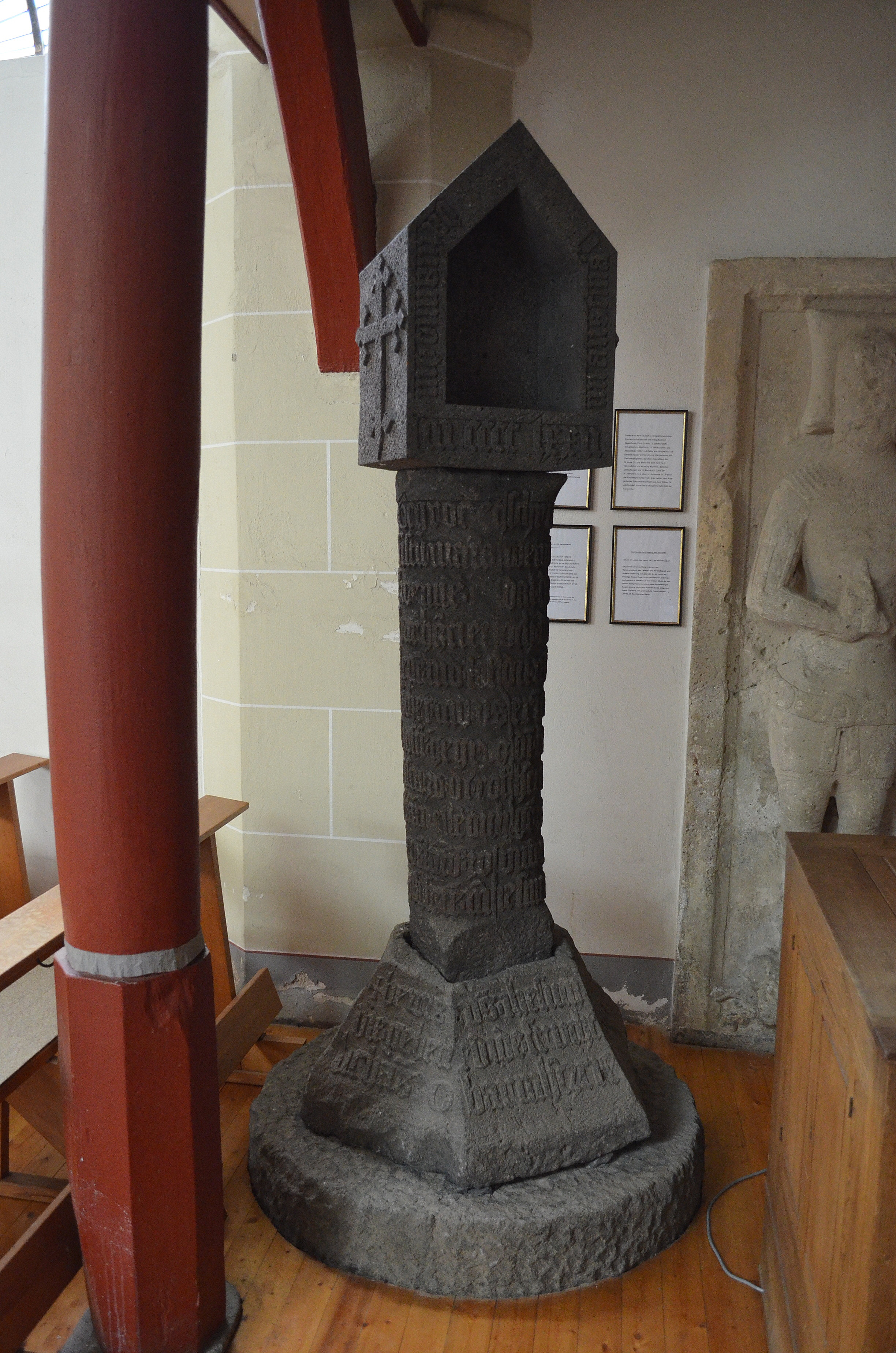
Golokruis
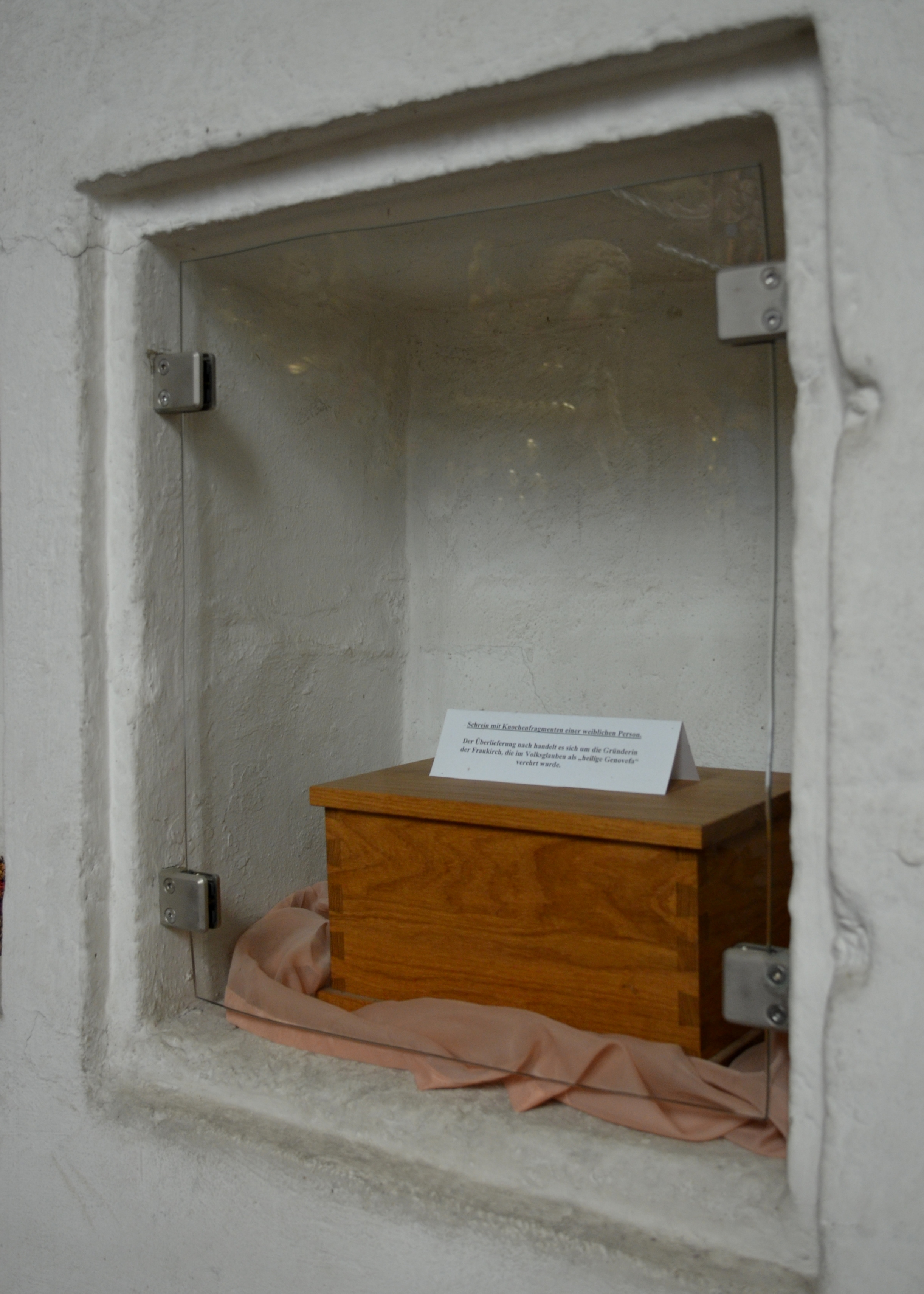
Schrijn met de mogelijke fragmenten van de hl. Genoveva
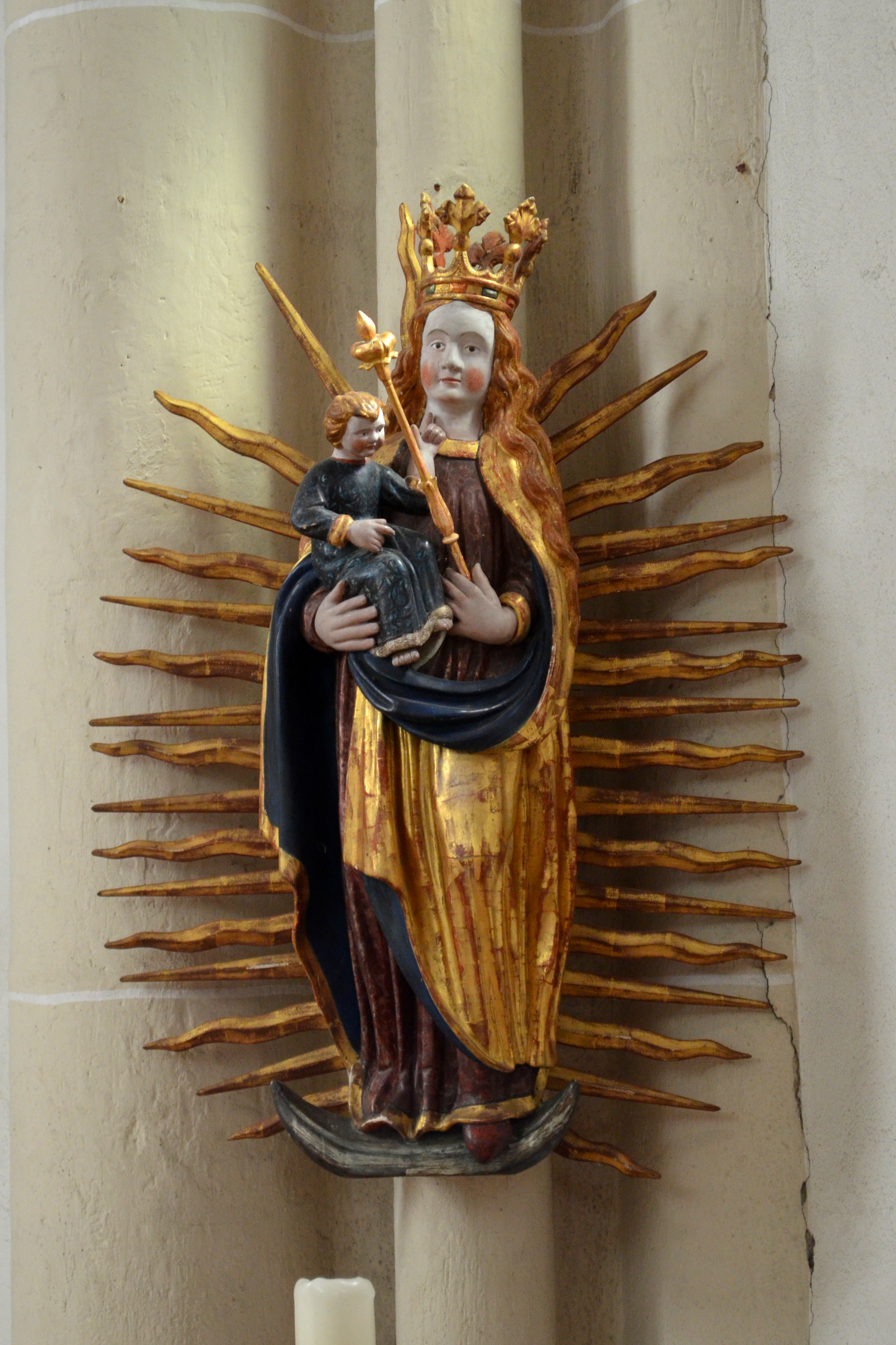
Stralenkransmadonna
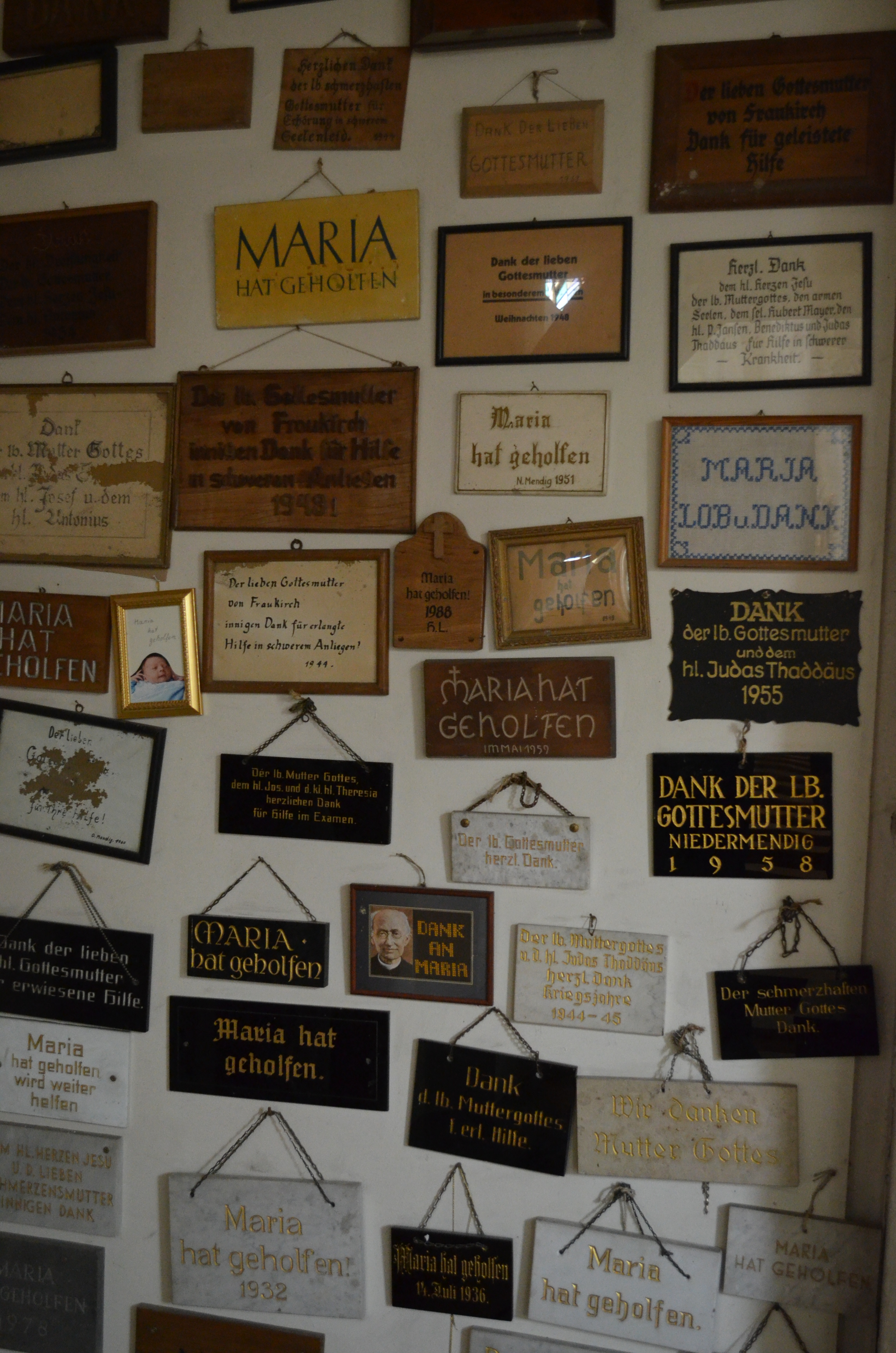
Votieftafels